# Werner Wehrli
Werner Wehrli (Aarau, cantó d'Argòvia, 8 de gener de 1892 - Lucerna, 27 de juny, de 1944) fou un compositor suís.
Alumne destacat del Conservatori de Zuric i Frankfurt, també cursà la carrera de Filosofia i Lletres en les Universitats de Basilea i Berlín. El 1914 guanyà el premi Mozart pel seu primer Quartet per a instruments d'arc.
Fou professor i director de la Societat Ceciliana d'Aarau, i va escriure entre altres obres:
- un altre Quartet per a arc;
- un Trio, per a violí, viola i flauta;
- una Sonata, per a violí i piano;
- el poema simfònic Chilbizite;
- una Suite, per a flauta i piano;
- un Trio, per a piano, violí i trompa;
- Das heisse Eisen, òpera estrenada a Berna el 1918.